# SearchInform
SearchInform (ООО «СёрчИнформ») — российская компания-разработчик DLP и SIEM-систем и ПО для контроля продуктивности сотрудников.

## История
В 1995 году инженер-программист Лев Матвеев основал компанию «СофтИнформ», которая занималась технологиями поиска, хранения и обработки информации. В 2004 году компания занялась разработкой средств информационной безопасности и в 2006 году представила собственную DLP-систему. С 2009 года компания развивалась под именем «СёрчИнформ». В декабре 2016 года флагманское DLP-решение компании «Контур Информационной безопасности» было включено в реестр отечественного программного обеспечения.

## Продукты
Флагманский продукт компании — модульная DLP-система (data leak prevention) «Контур информационной безопасности» (КИБ). «СёрчИнформ» также разрабатывает ПО для обработки событий в IT-инфраструктуре, аудита файлов, автоматического профайлинга и другие средства ИБ. В 2017 году исследовательская компания Gartner включила КИБ в «магический квадрант» DLP-решений.
В продуктовую линейку компании входят:
- Контур информационной безопасности (КИБ Сёрчинформ) — флагманский продукт компании, DLP-система для защиты от утечек информации и борьбы с инсайдерами[9][10]. Система анализирует данные веб-сёрфинга, переписки, IP-телефонии, печати, записи на съёмные носители и информацию из других источников[11][8]. КИБ сертифицирован ФСТЭК и включён в Единый реестр российского ПО[12], входит в перечень ПО, рекомендованного Аналитическим центром при Правительстве РФ[13], и в рекомендации Минпромторга по организации удалённой работы[14].
- Разработанное компанией ПО для автоматического профайлинга на основе методов психолингвистики ProfileCenter дополняет КИБ и помогает прогнозировать утечки информации и превентивно принимать необходимые меры[5][15][16].
- Database Monitor — DAM-система (Database activity monitor), которая проводит мониторинг и аудит обращений к базам данных со стороны приложений и пользователей (в т.ч. суперпользователей) и пресекает потенциально вредоносные действия[17].
- FileAuditor — DCAP-система (data-centric audit and protection), которая позволяет присваивать файлам метки конфиденциальности, контролировать доступ к ним, отслеживать обращения и ограничивать операции с помощью настраиваемых правил[18]
- TimeInformer — система для контроля продуктивности, которая собирает информацию об активности сотрудников на рабочем месте, запущенных приложениях и посещаемых ресерсах, перехватываеит изображение с экрана и разговоры вблизи рабочего места, обеспечивает поиск по данным и формирует отчётность[19].
- SIEM-система (Security information and event management), которая собирает и анализирует события информационной безопасности из различных источников в реальном времени и фиксирует инциденты[20][21].

## Образовательная деятельность
«СёрчИнформ» сотрудничает более чем с 60 вузами и проводит для студентов и преподавателей курсы по теме ИБ. В 2020 году компания представила образовательную программу для госслужащих, которую за первый год прошли более 6 тысяч человек из 25 регионов, а в 2021 году открыла курсы для сотрудников коммерческих организаций, заточенные под специфичные для конкретные отраслей угрозы. C 2011 года компания ежегодно проводит серии образовательных конференций Road Show, посвящённых теме информационной безопасности.

## Компания
Головной офис «СёрчИнформ» расположен в Москве. На 2017 год у компании было 6 филиалов в России и 10 иностранных представительств в странах СНГ, Южной Америке и региона EMEA. На 2019 год компания занимала 33 место в списке крупнейших участников российского рынка ИБ с выручкой 788,2 млн рублей (на 29,2% выше, чем годом ранее).
«СёрчИнформ» состоит в ассоциациях разработчиков ПО «Отечественный софт» и РУССОФТ. Основатель и председатель совета директоров «СёрчИнформ» Лев Матвеев входит в правление РУССОФТа и возглавляет созданный им комитет по информационной безопасности.
Компания — резидент инновационного центра «Сколково» с 2015 года, лауреат конкурсов ИТ-решения для государства и бизнеса «Цифровые вершины» (2018) и «ПРОФ-IT.Инновация» (2021), в 2021 стала одним из лидеров составленного Российской венчурной компанией рейтинга быстрорастущих технологических компаний «Тех-Успех-2020» (в категории малых компаний с выручкой до 800 млн рублей).